# Sauber SHS C6
Sauber SHS C6 foi um protótipo de corrida  construído pela fabricante suíça Sauber e a empresa de engenharia Seger & Hoffman (daí a denominação original SHS), destinados à competição na WSC e na Rennsport Deutsche Meisterschaft série pelo Group C. Seger & Hoffman deixou o projeto mais tarde, em 1982, deixando o carro completamente sob o controle da Sauber.
Após o retorno da Sauber para corridas de carros com o Grupo BMW, Peter Sauber decidiu regressar ao escalão de topo, com a criação de um novo carro esporte construído em associação com a equipe SG-Sport, que iria comandar o time. Entre as características mais notáveis do C6 SHS foi A grande asa traseira, montado centralmente no chassi.